# Punta del Xena
La Punta del Xena és una muntanya de 408 metres que es troba al municipi de Montblanc, a la comarca de la Conca de Barberà.